# Virginum o iubar, o inclita gloria regni
Virginum o iubar, o inclita gloria regni (pol. Ozdobo dziewic, przesławna chwało królestwa) –  średniowieczny wiersz po łacinie, przypisywany Adamowi Śwince, poświęcony zmarłej Jadwidze, córce Władysława Jagiełły.
Jadwiga była córką Władysława Jagiełły i jego drugiej żony, Anny. Zmarła 8 grudnia 1431 w 23. roku życia. Podstawowy przekaz utworu znajduje się w księdze XI Roczników Jana Długosza pod rokiem 1431.